# Aldo Cremonini
Aldo Cremonini (Parma, 22 novembre 1923 – Parma, 8 luglio 2014) è stato un politico e avvocato italiano, già sindaco di Parma ed esponente del Partito Socialista Italiano.

## Biografia
Discendente da una famiglia parmigiana "del sasso", cioè da molte generazioni, annovera tra i suoi avi Girolamo Cantelli che fu senatore del Regno d'Italia.
Suo padre Carlo, colonnello di cavalleria, si distinse per valore militare durante la prima guerra mondiale.
Aldo studia al Liceo Classico "Romagnosi" dove entra in contatto col milieu culturale cittadino e così aderisce al gruppo antifascista che raccoglie, tra gli altri, Giacomo Ulivi, Ottavio Ricci, Tito De Stefano, Arrigo Dedali, don Giuseppe Cavalli.
Dopo i fatti dell'8 settembre 1943, partecipa attivamente alla Resistenza, militando nella 3ª Brigata autonoma "Julia" comandata da "Paolo il Danese" Arndt Paul Richardt Lauritzen.
Nel dopoguerra, dopo la laurea in Giurisprudenza, avvia uno studio legale, approfondendo altresì i suoi studi di diritto civile; inoltre fonda e dirige il settimanale "L'uomo libero". Esponente di spicco del PSI parmense, di cui fu anche segretario, diventa nel 1976 sindaco di Parma in un momento drammatico per la città ducale, all'indomani dello scandalo edilizio che aveva portato alla caduta della giunta comunale guidata da Cesare Gherri. Nel 1980 rifiuta la ricandidatura come sindaco sebbene, anni dopo, abbia espresso il proprio rimpianto per tale scelta.
Scompare, novantenne, nel luglio 2014, suscitando vivo cordoglio nella cittadinanza ducale.